# Diospyros sichourensis
Diospyros sichourensis är en tvåhjärtbladig växtart som beskrevs av Cheng Yih Wu. Diospyros sichourensis ingår i släktet Diospyros och familjen Ebenaceae. Inga underarter finns listade i Catalogue of Life.